# 拉齐布·可汗
拉齐布·可汗（1977年—）是一位孟加拉裔美国群体遗传学家和作家，其家族来自孟加拉国东部的庫米拉縣，主要作品有与多人合著的《我们中谁是雅利安人？》（Which Of Us Are Aryans?）等。